# Jaguar XJR-9
La Jaguar XJR-9 è una vettura da competizione schierata dalla casa britannica nel Campionato Mondiale Sport Prototipi e nel Campionato americano IMSA GTP negli anni 1988 e 1989.

## Tecnica
Costruita presso le officine della Tom Walkinshaw Racing in stretta collaborazione con Jaguar secondo i regolamenti FIA della categoria Gruppo C, è una stretta evoluzione della precedente Jaguar XJR-8, la vettura ha partecipato al mondiale sport contraddistinta dalla livrea dello sponsor Silk Cut, è stata inoltre rivista e adattata alle regole IMSA partecipando al Campionato IMSA GTP con i colori dello sponsor Castrol.

### Motore
Questo prototipo è mosso da un motore V12 con angolo tra le bancate di 60º, derivato dall'unità di serie montata sulla Jaguar XJ-S stradale, opportunamente rivisto per fini agonistici; il monoblocco e le testate sono realizzate in lega di alluminio, l'albero a gomiti è invece realizzato in acciaio forgiato, mentre i pistoni sono realizzati dalla Cosworth. La cilindrata è di 6.995 cm³, le misure di alesaggio e corsa sono rispettivamente di 94 mm X 84 mm, il rapporto di compressione è di 12.8:1, la distribuzione è a 2 valvole per cilindro azionate da un singolo albero a camme per bancata, l'alimentazione è atmosferica, l'iniezione è di tipo elettronica ed è fornita dalla Lucas.
 Questa unità è in grado di sviluppare una potenza massima di oltre 760 CV (560 kW) a 7.250 giri/min, la coppia motrice raggiunge un picco massimo di 828 Nm a 5.500 giri/min. Le Jaguar XJR-9 impiegate nel Campionato IMSA GTP montano invece un motore di cilindrata inferiore, limitata a 5.996 cc, capace di 670 CV a 7.500 giri/min.

### Telaio
La XJR-9 dispone di un telaio monoscocca 
realizzato in fibra di carbonio e kevlar, connesso al motore posteriore centrale longitudinale che svolge anche una funzione portante per le sospensioni posteriori. La carrozzeria è realizzata in compositi e in fibra di carbonio.
 Monta una trasmissione a 5 rapporti più retromarcia, i cui ingranaggi sono stati realizzati dalla March mentre la scatola è opera della TWR, il moto è trasmesso alle ruote motrici posteriori tramite una frizione a triplo disco Ap Racing.
 Le sospensioni sono indipendenti, all'anteriore sono di tipo push rod, hanno uno schema a doppi triangoli oscillanti sovrapposti con puntone diagonale che aziona molle ed ammortizzatori; al posteriore sono a triangoli nella parte inferiore, mentre nella parte superiore è a traliccio con bilancieri all'estremità collegati a molle e ad ammortizzatori verticali posti a ridosso del mozzo delle ruote per ricavare dei canali Venturi più ampi e allo stesso tempo un cofano motore più basso.
 L'impianto frenante è costituito da 4 freni a disco in ghisa o in carbonio ventilati del diametro di 325 mm con pinze a 4 pompanti. Lo sterzo è a cremagliera. Monta pneumatici Dunlop da 17" all'anteriore e da 18" al posteriore. 
Il corpo vettura ha un peso totale di circa 880 kg, mentre la versione IMSA arriva a 930 kg.

### Aerodinamica

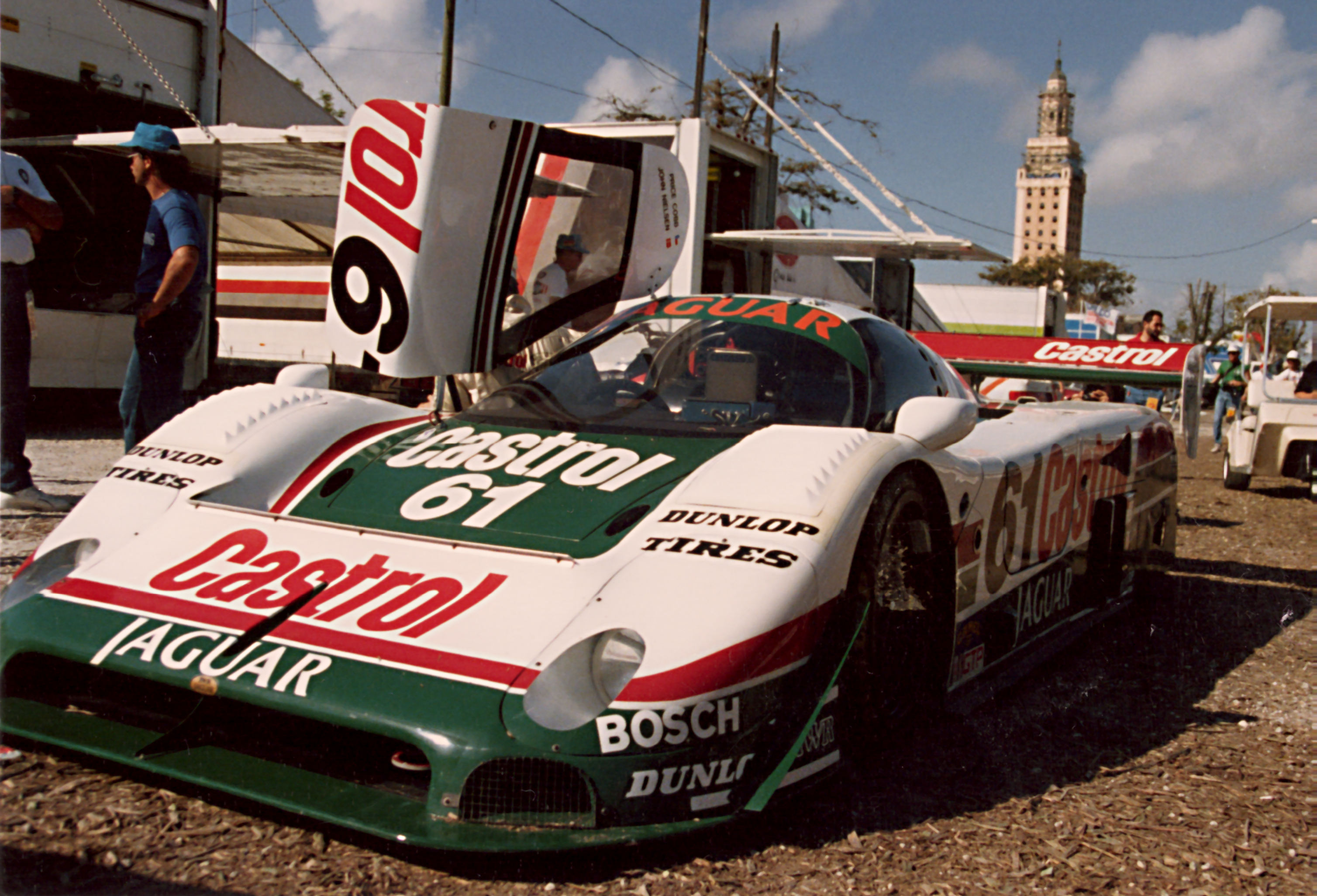
Jaguar XJR-9 versione IMSA GTP

In questo prototipo i radiatori dell'acqua sono collocati sull'asse anteriore, mentre quelli dell'olio sono collocati lungo la fiancata a ridosso dell'asse posteriore, dietro l'abitacolo sul cofano motore vi è una presa d'aria per l'alimentazione del motore, le ruote posteriori sono carenate per ridurre la resistenza aerodinamica, per lo stesso scopo al retrotreno l'alettone con sostegno centrale è stato posizionato molto in basso, all'altezza delle ruote. Il fondo della vettura è dotato di due grandi canali Venturi per generare effetto suolo, nella configurazione a basso carico aerodinamico specifica per il Circuit de la Sarthe, ad una velocità di 320 km/h il carico aerodinamico raggiunge un valore di 1.260 kg, con una resistenza all'avanzamento pari a 504 kg.

## Risultati sportivi

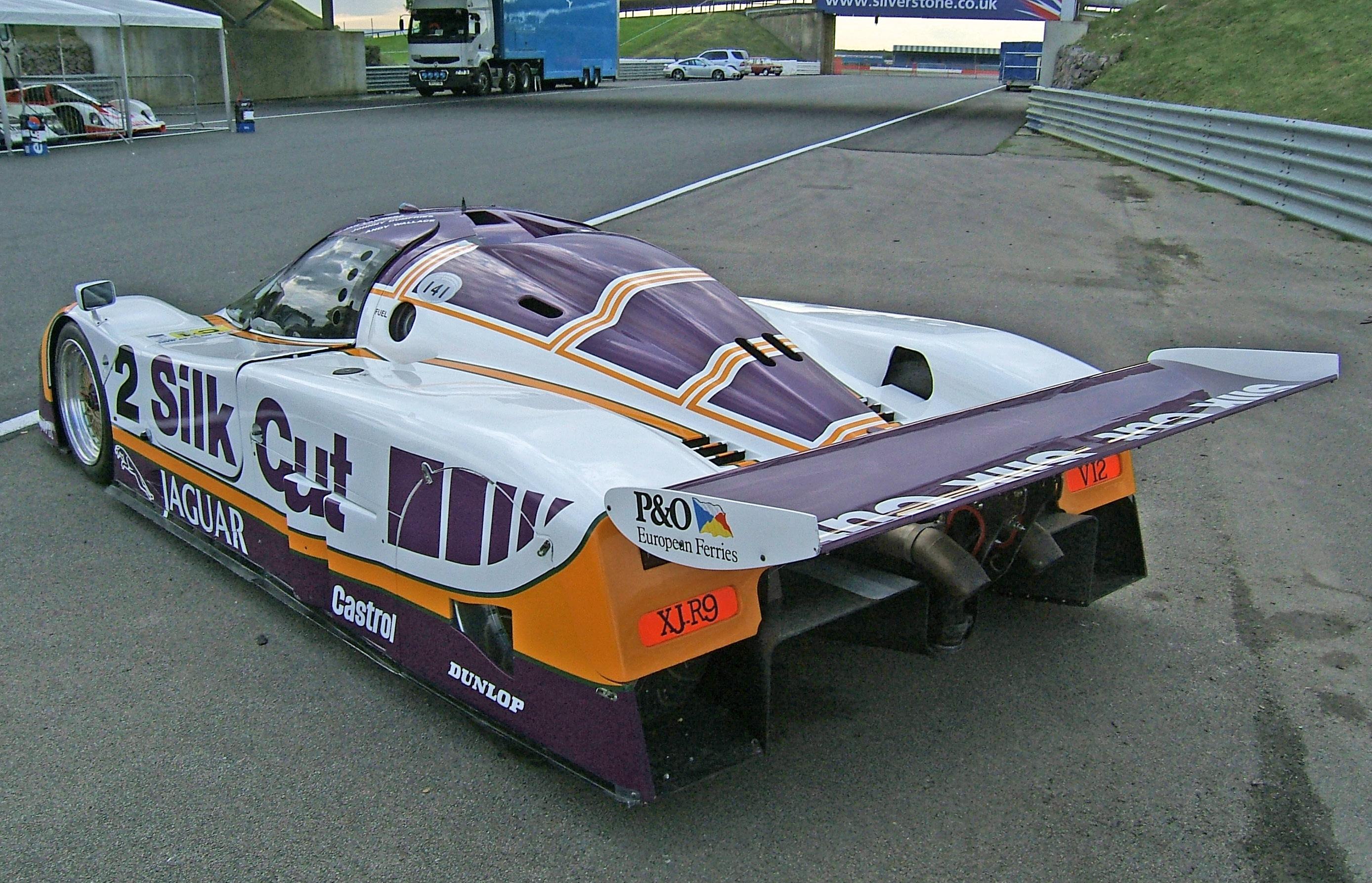
Vista posteriore

Nel 1988 la Jaguar XJR-9 si aggiudica 6 delle 11 prove del Campionato del Mondo Sport Prototipi, ma soprattutto riporta al successo la casa britannica nella celebre 24 Ore di Le Mans 1988 dopo 31 anni di digiuno, al termine di un lungo testa a testa con la Porsche 962 ufficiale. Nella corsa francese vengono schierate 5 Jaguar XJR-9 LM, per fronteggiare le numerose e veloci Porsche 962, durante la gara 2 Jaguar si ritirano per problemi tecnici: sulla prima si rompe il cambio dopo 8 ore di gara, mentre sulla seconda si rompe una guarnizione di testa dopo 19 ore. Rimangono 3 Jaguar nelle posizioni di vertice a giocarsi la vittoria contro le Porsche, nelle fasi conclusive anche sulla Jaguar guidata da Jan Lammers che è al comando della corsa, si manifestarono problemi analoghi al cambio, con forti vibrazioni in terza marcia, ma il pilota se ne accorge tempestivamente e consapevole di avere accumulato un discreto margine di vantaggio sulla Porsche inseguitrice in rimonta, termina la gara senza utilizzare la terza marcia per preservare la trasmissione, se avesse cambiato rapporto il cambio si sarebbe probabilmente rotto e la Jaguar avrebbe perso, invece riesce a vincere con due minuti di vantaggio sulla Porsche 962 seconda classificata.
Non solo, in America vince anche la 24 Ore di Daytona sempre contro la rivale Porsche 962. La stagione agonistica termina con la conquista del Campionato Mondiale Sport Prototipi 1988, mentre conclude al terzo posto il Campionato IMSA GTP.
Nella stagione agonistica 1989, la vettura campione del mondo in carica soffre invece la supremazia della Sauber C9 spinta dal poderoso motore V8 Mercedes-Benz di 5 litri turbocompresso, che sia in potenza che consumi prevale sul V12 Jaguar, tanto che la squadra corre ai ripari presentando a metà stagione anch'essa un motore V6 di 3,5 litri sovralimentato montato sulla nuova Jaguar XJR-11, ma nemmeno la nuova vettura consente un netto salto di qualità e a fine anno la Jaguar conclude al quarto posto nella classifica costruttori del Campionato Mondiale Sport Prototipi. In America nel campionato IMSA il copione è simile solo che l'avversario da battere si chiama Nissan, una sola vittoria per la XJR-9, poi sostituita nel corso della stagione dalla XJR-10 sovralimentata e secondo posto finale in campionato.
Diretta evoluzione di questo modello è la Jaguar XJR-12, che verrà schierata nelle gare di durata negli anni seguenti; il telaio e il motore sono poi stati ripresi anche per realizzare un'esclusiva vettura sportiva stradale: la Jaguar XJR-15.